# Le Douet Arthus
Le Douet Arthus is een dorp en voormalige gemeente in Heugon in de Franse gemeente La Ferté-en-Ouche in het departement Orne. Het ligt meer dan twee kilometer ten noordwesten van het dorpscentrum van Heugon.

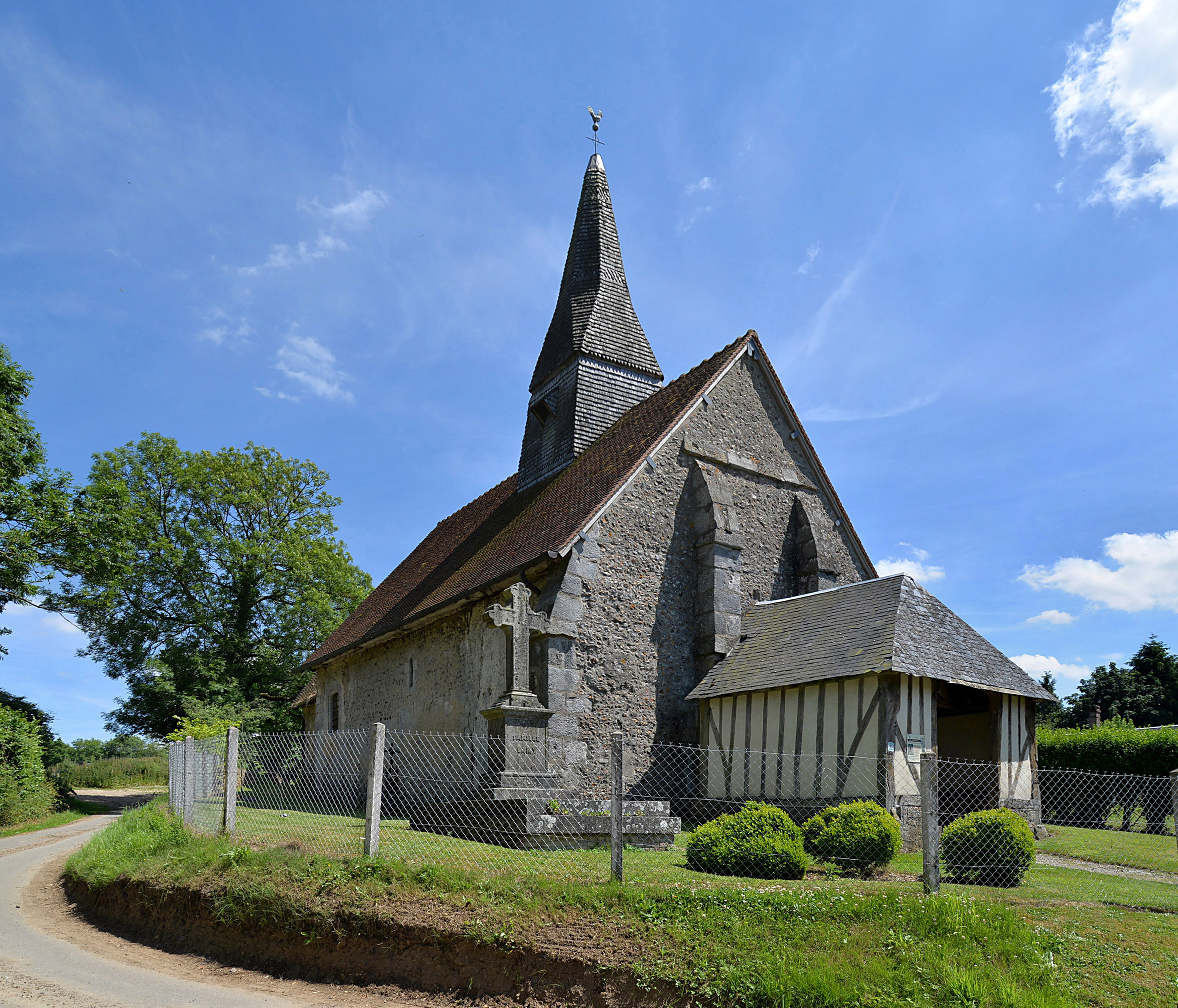
Église Saint-Pierre-et-Saint-Denis

## Geschiedenis
De 18de-eeuwse Cassinikaart toont hier de parochie le Doüet Arthus.
Op het eind van het ancien régime eind 18de eeuw, toen de gemeenten werden gecreëerd, werd Le Douet Arthus een gemeente (toen gespeld als Le Douet-Artus). 
In 1840 werd de gemeente al opgeheven en aangehecht bij buurgemeente Heugon. Le Douet Arthus werd daarbij overgeheveld van het kanton Gacé naar het kanton La Ferté-Frênel.
Met de fusie van Heugon in La Ferté-en-Ouche in 2016, werd Le Douet Arthus een deel van die nieuwe gemeente.

## Bezienswaardigheden
- De Église Saint-Pierre-et-Saint-Denis, ingeschreven als monument historique

Deelgemeenten: Anceins · Bocquencé · Couvains · La Ferté-Frênel · Gauville · Glos-la-Ferrière · Heugon · Monnai · Saint-Nicolas-des-Laitiers · Villers-en-Ouche

Overige plaatsen: Le Douet Arthus · Marnefer · Saucanne · Ternant